# Jean Dieudonné

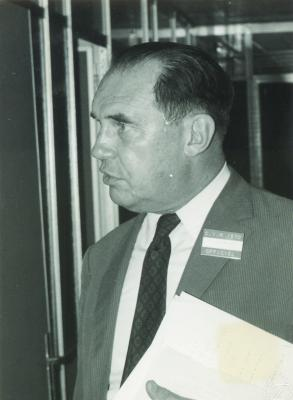
Jean Dieudonné 1970

Jean Alexandre Eugène Dieudonné (tiếng Pháp: [djødɔne]; sinh ngày 1 tháng 7 năm 1906 – 29 tháng 11 năm 1992) là một nhà Toán người Pháp, nổi tiếng về nghiên cứu trong Đại số trừu tượng, hình học đại số và phân tích chức năng, cho sự liên quan chặt chẽ với nhóm Nicolas Bourbaki và Éléments de géométrie algébrique của Alexander Grothendieck, và là một nhà sử học về toán học. Đặc biệt trong các lĩnh vực phân tích chức năng và topo đại số. Tác phẩm của ông về các nhóm cổ điển (cuốn sách La Géométrie des groupes classiquesđược xuất bản vào năm 1955), và các nhóm chính thức, giới thiệu mô hình Dieudonné của giờ đây

## Bình nghiệp
Ông phục vụ trong Quân đội Pháp trong Thế chiến II, và sau đó dạy tại Clermont-Ferrand cho đến khi giải phóng Pháp. Sau khi làm giáo sư tại Đại học São Paulo (1946-47), Đại học Nancy (1948-1952) và Đại học Michigan (1952-53), ông gia nhập Khoa Toán học tại Đại học Northwestern vào năm 1953, trước khi trở về Pháp là thành viên sáng lập của Institut des Hautes Études Scientifiques. Ông chuyển đến Đại học Nice để thành lập Khoa Toán học vào năm 1964, và nghỉ hưu năm 1970. Ông được bầu làm thành viên của Académie des Sciences vào năm 1968